# 14926 Hoshide
14926 Hoshide este un asteroid din centura principală de asteroizi.

## Descriere
14926 Hoshide este un asteroid din centura principală de asteroizi. A fost descoperit pe 4 noiembrie 1994 la Kitami de Kin Endate și Kazuro Watanabe. Asteroidul prezintă o orbită caracterizată de o semiaxă mare de 2,31 ua, o excentricitate de 0,23 și o înclinație de 4,0° în raport cu ecliptica.